# Шахматы в Польше
Шахматы в Польше

## История

### Появление шахмат в Польше
Наиболее древние шахматные фигуры, обнаруженные в городе Сандомеж (1962), свидетельствуют о том, что шахматы были известны в Польше в XI веке; фигуры (всего 29 штук) изготовлены из оленьего рога, имеют желтоватую окраску, размер каждой фигуры не превышает 25 мм. В средние века шахматы стали излюбленной игрой и развлечением различных слоев польского общества. Подтверждением этому могут служить книги «Скаккиа людус» М. Виды (1544), «Польский придворный» прозаика Л. Гурницкого (1566) и поэма «Шахматы» Я. Кохановского (1564). В 1610—1618 Я. Остророг написал 1-й польский шахматный учебник, рукопись которого, не будучи напечатанной, сгорела при пожаре в Варшаве в 1944 во время 2-й мировой войны 1939—1945. Поединками сильных шахматистов предположительно увлекались в XVIII веке при дворе короля Станислава Августа. В середине XIX века в Варшаве жил А. Петров, который часто играл с А. Гофманом и другими сильными польскими шахматистами. В конце XIX — начала XX веков, когда Польша находилась в состоянии раздела, наблюдался спад в её культурной жизни, шахматы вытеснялись азартными играми, прежде всего картами. В шахматы играли преимущественно в ресторанах на деньги. Из сильных польских шахматистов того времени наиболее известен Ш. Винавер.

### После первой мировой войны
Польский шахматный союз создан в 1926. Лидерами польских шахмат до 2-й мировой войны являлись А. Рубинштейн, Г. Сальве, С. Тартаковер, М. Найдорф, Д. Пшепюрка — победители и призёры многих международных соревнований. Успешно выступали польские шахматисты на Всемирных шахматных олимпиадах: 1930 — 1-е; 1931 и 1939 — 2-е; 1928, 1935 и 1937 — 3-е места. В число ведущих в мире входили и польские шахматистки: на женском чемпионате мира (1935) Р. Герлецкая заняла 2-е место вслед за В. Менчик. 
До 2-й мировой войны проведено 4 национальных чемпионата среди мужчин и 2 — среди женщин. У мужчин победителями становились: 1926 — Д. Пшепюрка, 1927 — А. Рубинштейн, 1935 и 1937 — С. Тартаковер; у женщин — 1936 и 1937 — Р. Герлецкая.

### После второй мировой войны
В 1950—1980-х годах результаты польских шахматистов в международных соревнованиях несколько снизились. Они реже стали занимать призовые места в международных турнирах. Лучшие результаты на мужских Всемирных олимпиадах: 1964 — 10-е, 1980 и 1982 — 7-е места. В командном чемпионате Европы в Бате (1973) — 4-е место. 
Успешнее выступают в международных соревнованиях польские шахматистки: участницами турниров претенденток становились К. Радзиковская (1955) и X. Конарковская (1964). Лидером женских шахмат является A. Брустман — чемпионка Европы (1980) и мира (1982) среди девушек, а также участница турниров претенденток (1986 и 1988). Лучшие результаты польских шахматисток на Всемирных олимпиадах: 1978 — 5-е, 1980 — 3-е, 1982 — 4-е места. 
У мужчин чаще других чемпионами страны становились (1940—1980-е годы): Б. Слива (1946, 1951—1954 и 1960), В. Шмидт (1971, 1974—1975 и 1981), К. Плятер (1949, 1956—1957), А. Шнапик (1976, 1980 и 1984); у женщин — К. Радзиковская (1951—1953, 1955—1957, 1959, 1966 и 1969), А. Юрчиньская (1962, 1965, 1973—1974 и 1978), X. Эреньская-Радзевская (1971—1972, 1977, 1979—1980), Г. Шмациньская (1975—1976, 1981 и 1983).
Состоялся ряд крупных международных соревнований: Всемирные мужская (1935) и женская (1969) шахматные олимпиады, международные турниры в Варшаве, Лодзи, Пётркув-Трыбунальски, шахматные фестивали в Наленчуве, мемориалы Рубинштейна и Макарчика. 
Национальные командные соревнования проводятся в разных лигах; наибольшее число раз (по 10) соревнования в высшей лиге выигрывали варшавские команды «Легион» и «Маратон». Среди массовых соревнований наиболее популярен турнир «Золотая ладья» (разыгрывается с 1958), в котором ежегодно участвует около полумиллиона сельских шахматистов. В стране насчитывается свыше 150 тренеров и свыше 1 тысячи инструкторов по шахматам (1987). 
С 1935 разыгрываются национальные чемпионаты по переписке, с 1948 — регулярно. В международных соревнованиях по переписке наибольших успехов добился Е. Кшистонь — участник 7-го (1972—1975) и 12-го (с 1984) чемпионатов мира.

## Шахматная композиция
Шахматная композиция имеет давние традиции; первое руководство по композиции составлено Й. Жабиньским (1890). Среди шахматных композиторов — Д. Пшепюрка, Ш. Козловский, М. Врубель, Г. Гжебан, B. Проскуровский, Я. Русинек — победители и призёры ряда международных конкурсов.

## Изданные книги
1-е периодическое шахматное издание — «Шахматный еженедельник» выходил в 1898—1899. С 1947 издаётся ежемесячник «Шахы». Публикуется шахматная литература; среди наиболее известных авторов — С. Гавликовский, Е. Гижицкий, В. Литманович, Т. Чарнецкий, Р. Бонк, 3. Кашиньский и другие. Опубликован в переводе ряд книг советских авторов, в том числе Ю. Авербаха, П. Кереса, М. Юдовича, В. Панова, И. Майзелиса, А. Сокольского, М. Бейлина, Е. Ильина и других. 

## Шахматисты
В польской шахматной организации — 3 гроссмейстера (А. Кулиговский, Б. Слива, В. Шмидт) и 40 международных мастеров среди мужчин, 3 гроссмейстера (А. Брустман, К. Радзиковская, Х. Эреньская-Радзевская) и 6 международных мастеров среди женщин (1987).